# Корита (Раковиця)
44°58′ пн. ш. 15°37′ сх. д. / 44.97° пн. ш. 15.61° сх. д.
Корита (хорв. Korita) — населений пункт у Хорватії, у Карловацькій жупанії у складі громади Раковиця.

## Населення
Населення за даними перепису 2011 року становило 51 осіб.
Динаміка чисельності населення поселення: